# Эррера, Луис Альберто де
Луис Альберто де Эррера и Кеведо (исп. Luis Alberto de Herrera y Quevedo; 22 июля 1873, Монтевидео, Уругвай — 8 апреля 1959, там же) — уругвайский политический и государственный деятель, президент Совета Национальной администрации Уругвая (1925—1927). Один из самых значимых политических деятелей Уругвая первой половины XX века. Основатель политического направления «эрреризм».

## Биография

### Начало политической карьеры
Родился в семье Хуана Хосе де Эрреры и Мануэлы Кеведо Лафоне, вырос в суровом духе протестантской дисциплины, которой придерживалась его мать. Окончил Республиканского университета со степенями доктора юридических и общественных наук. Включился в общественно-политическую жизнь в 1892 г. в качестве члена клуба «2 января». В 1893 г. он произнес свою первую политическую речь в Пайсанду, в том же году он начал публиковаться в газете El Nacional.
В 1896 г. вместе с рядом других активистов он отправился в Буэнос-Айрес, чтобы принять участие в подготовке к революции 1897 года, принимал участие в битве «У трёх деревьев» (batalla de Tres Árboles), самой важной победе «белых» в этом шестимесячном противостоянии. Рассказ об этих событиях вошлел в его книгу «Для страны». После роспуска исполняющим обязанности президента Хуана Линдольфо Куэстой парламента и передачи его полномочий Государственному совету отклонил предложение о вхождении в его состав. В 1904 г. на руководящих позициях участвовал в Гражданской войне (1904), в которой «белые» из представляемой им Национальной партии потерпели поражение от «красных» из партии «Колорадо»; был ранен в битве при Масоллере, выступил одним из редакторов мирного соглашения в Асегуа от сентября 1904 г.
С 1902 по 1904 год занимал должность посла Уругвая в Соединенных Штатах.
В 1905 г. он был избран депутатом парламента от Монтевидео. Вместе с Карлосом Рохло он представил законопроект о труде, который предполагал сокращение рабочего дня до 11 часов с двумя часами отдыха, что фактически сократило бы рабочий день до девяти часов, который на тот момент даже не был вынесен на рассмотрение. В 1906 г. по указу президента Хосе Батлье-и-Ордоньеса подвергался аресту, поскольку в издаваемой им газете жестко критиковал политику главы государства. В том же 1906 году он отправился в Европу и в последующие годы был главным «белым» переговорщиком по вопросу реформирования избирательной системы. В 1910 г. он был избран секретарем правления «Национальной партии». В 1913 г. президент Соединенных Штатов Теодор Рузвельт посетил Уругвай и попросил об интервью с Эррерой, поскольку ему было интересно обсудить с ним книгу «Французская и южноамериканская революции», опубликованную в 1910 г. В 1915 г. он поддержал конституционную реформу в период беременности, что означало разрыв с большинством его партии. С этого момента он стал бесспорным лидером фракции, которая в конечном итоге получила названия «Herrerismo». В 1916 г. он был избран членом Учредительного собрания, перед этими выборами Национальная партия была разделена на «луссичистов» (последователи Артуро Луссича) и «эрреристов», что стало предвестником последующего раскола партии.
В 1920 г. он был избран президентом Национального партийного совета. В 1922 г. он баллотировался на пост президента Уругвая лишь немного уступив представителю партии «Колорадо» Хосе Серрато. В ходе предвыборной кампании совершил поездку по стране в «Поезде Победы», который открыл традицию, которая останется на десятилетия. В 1925 году он был избран в состав Национального совета администрации и до 1927 г. был его президентом. На президентских выборах (1926) с минимальным отрывом проиграл Хуану Кампистеги, ситуация чуть не обернулась новой Гражданской войной, но Эррера ее предотвратил словами: «Пусть они заберут все, кроме мира в республике». В 1931 г. в «Национальной партии» произошел новый раскол, а в 1932 г. он отправился в Парагвай, когда между этой страной и Боливией развернулась Чакская война, парагвайское правительство присвоило ему звание генерала.

### Лидер «Национальной партии» и государственный деятель
На фоне «Великой депрессии» он поддержал президента Габриэля Терру в необходимости изменить Конституцию 1918 г. и изменить «двуглавую» (президент и Национальный совет администрации) исполнительную власть как недееспособную. Он поддержал государственный переворот 31 марта 1933 г., осуществленный президентом. Он сам стал членом Сената, который был создан по Конституции 1934 г. На выборах в ноябре 1942 г. он снова был кандидатом в президенты, но потерпел сокрушительное поражение. «Национальная партия» проиграла в 19 департаментах, показав худший результат за весь период своего участия в выборах. На выборах 1946 г. он в пятый раз баллотировался в президенты, уступив с большим отрывом Томасу Беррете, однако сохранил руководство Национальной партией и восстановил свои позиции за счет роста поддержки на муниципальных выборов 1946 г.
В 1955—1959 г. в качестве представителя меньшинства входил в состав Совета национального правительства, учрежденного, согласно Конституции 1952 г., президентом Андресом Мартинесом Труэбой. На выборах 1958 г. заключил союз с лидером «Национальной лиги сельских действий» Бенито Нардоне, в результате Национальная партия одержала убедительную победу и через 93 года вернулась в правительство. Однако вскоре произошел политический разрыв с Народне, в 1959 г. политик скончался.
Его внук, Луис Альберто Лакалье, также занимал пост президента Уругвая (1990—1995), в 2019 г. на пост президента был избран и его правнук Луис Альберто Лакалье Поу.
В Монтевидео в его честь назван проспект и установлен памятный монумент. 

## Политические взгляды
Являлся убежденным антиимпериалистом. В своей работе «Французская и южноамериканская революции» (1910) отвергал тезис о том, что французская революция вдохновила революционное движение в Латинской Америке, считая, что примером явился опыт Северной Америки. При этом в отличие от других антиимпериалистов он подчеркивал надежность республиканских институтов США, но отвергал политику вторжения «банановых республиканцев с заднего двора».
Также был сторонником развития аграрного сектора, был убежденным критиком любой попытки индустриализации из-за ее «искусственности» (по его собственным словам). При этом защищал приоритетную роль рынка и частной инициативы, критикуя строгую налоговую политику, чем не раз вызывал «забастовку из закрытых карманов». Его антиэтатистскую философию можно рассматривать как оппозицию «уругвайскому батльистскому планированию», где существовала индустрия с сильными субсидиями, с льготными обменными курсами и централизацией в сфере услуг в крупных городах.
На его взгляды оказала влияние работа Алексис де Токвиля «Демократия в Америке», из которой он вывел оппозицию между автономной и федеративной моделью Соединенных Штатов и французским централизмом. На этой основе он выступал за развитие всех территорий с местным автономным управлением и против урбанистического централизма.

## Публикации
- «За Родину» (1899)
- «Партийное соглашение» (1900)
- «Земля Чарруа» (1901)
- «Программа Революции» (1904)
- «Истинные основы мира» (1904)
- «Из Вашингтона» (1904)
- «Дипломатическая работа в Северной Америке» (1905)
- «Доктрина Драго и интересы Уругвая» (1908)
- «Восточная дипломатия в Парагвае» (1908)
- «Французская и южноамериканская революции» (1910)
- «Восточная дипломатия в Парагвае (II)» (1911)
- «Международный Уругвай» (1912)
- «Парламентские Действия» (1917)
- «Три года депутата Действия» (1917)
- "Буэнос-Айрес, Уркиза и Уругвай (1919)
- «Тот, кто видел» (1919)
- «Перекрытие рек» (1920)
- «Исследование сельских территорий» (1920)
- «Первая стадия» (1923)
- «Пробить брешь» (1923)
- «Драма 65:вина Митриста» (1926)
- «Безымянный» (1928)
- «Миссия Понсонби» (1930)
- «Мир 1828» (1940)
- «Истоки Великой войны» (1941)
- «Канада: пристальное рассмотрение» (1946)
- «Псевдо-история для дельфина» (1947)
- «До и после Тройственного союза» (1951)